# Ichthyoelephas
Ichthyoelephas es un género de peces de agua dulce de la familia Prochilodontidae. Se conocen dos especies en este género: I. humeralis alcanza una longitud de 24 cm y se distribuye en la cuenca del río Guayas en Ecuador; I. longirostris alcanza los 80 cm de longitud y es encontrado en las cuencas de los ríos Cauca y Magdalena en Colombia.

## Especies
- Ichthyoelephas humeralis (Günther, 1860)
- Ichthyoelephas longirostris (Steindachner, 1879)